# 애니 프루
에드나 애니 프루(Edna Annie Proulx, 1935년 8월 22일 - )은 미국의 언론인이며 작가이다. 두 번째 소설 《The Shipping News》로 풀리처 상을 수상했다. 2005년에는 애니 프루의 단편 《브로크백 마운틴》이 동명의 영화로 만들어져, 아카데미 감독상 등 많은 상을 받으며 호평을 받았다.